# 右阿姆古河
右阿姆古河（俄语：Река Правая Амгу）是滨海边疆区捷尔涅伊区的河流，源起锡霍特山脉克马阿姆金山，长16.3公里，流域面积70.3平方公里，注入阿姆古河，河上多瀑布。

## 引用
1. ↑  А·П·穆拉诺夫. . 列宁格勒: 气象出版社. 1966 （俄语）.
2. ↑  . 列宁格勒: 气象出版社 （俄语）.
3. ↑  Т·А·基谢尔科瓦娅. . 列宁格勒: 气象出版社. 1977 （俄语）.
4. ↑  . dalas.ru.   [2016-02-06]. （原始内容存档于2016-02-06） （俄语）.